# Orden de San Joaquín

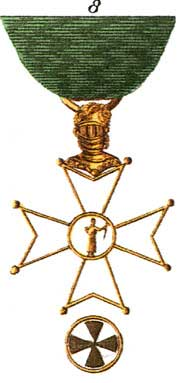
Cruz de Caballero.

La orden de San Joaquín es una orden militar fundada en 1755.
El 29 de junio de 1755, el duque de Sajonia-Coburgo-Saalfeld, en unión con catorce caballeros alemanes, instituyó esta Orden creándose dicho Duque su primer gran maestre. La Orden se halla dividida en tres clases: grandes cruces, comendadores y caballeros, además de caballeros honorarios. 
Tiene por divisa una cruz de ocho puntas de esmalte blanco pometada y orlada de oro, con un medallón del mismo metal en el centro, el cual tiene en el anverso la efigie de san Joaquín y en el reverso ocho girones acuartelados de blanco y verde. La placa es de plata, de la misma figura que la cruz, con los brazos en forma de escamas. Tiene en su centro el medallón por el anverso circundado de una corona de laurel y una banda de gules orlada de oro, con el lema: Deo: Principi: Legi. 
Los caballeros honorarios usan solamente la cinta verde de la Orden a la cual se añaden dos filetes de plata. El jefe o gran maestre se elige en una de las asambleas que celebra la Orden.